# イリュストラシオン

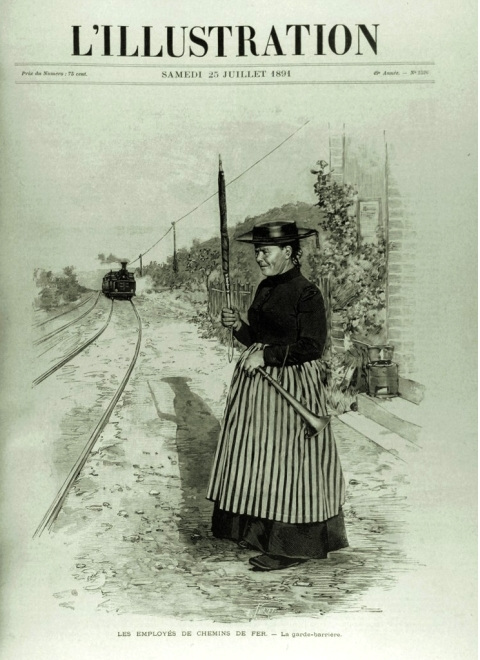
イリュストラシオン(1891年)

イリュストラシオン（L'Illustration）は、1843年3月4日から1944年8月19日まで、フランスのパリで発行されていた週刊の挿絵入り新聞である。
フランスで最初の挿絵入り週刊新聞である。

## 概要
1843年当時の一般的な新聞が4ページであったのに対し、イリュストラシオンのページ数は16ページ、図版が多く掲載されていたことから、1万数千部を発行。19世紀末から発行部数は増加し、最盛期の1920年代には20万部を超えていた。なお、最大発行部数は、1929年のフェルディナン・フォッシュ元帥死去を報じた65万部である。フランスのみならず、世界中に配布されており1931年時点では148ヵ国で予約購読されていた。
初期の年間購読料は30フランで、ばら売りは1部75サンチームであった。この価格帯は、明らかに大衆紙ではなく、購読層はブルジョワ層であったが、穏健な意見、中庸の重視、共和主義的価値観を持った知識人や支配階級の一部であった。1891年にはフランスの新聞として初めて写真を掲載。20世紀には前述のように発行部数の増加と共に、大衆化し、紙面の性格も変わっていった。1907年にはガストン・ルルーの推理小説『黄色い部屋の秘密』が連載されている。
日本の記事も多数掲載されており、幕末期から明治、大正、昭和の世相や事件、文化を知る資料となっている。

## 表紙絵

オペラ「ル・シッド」の場面 (画)エミール・バヤール(1885)
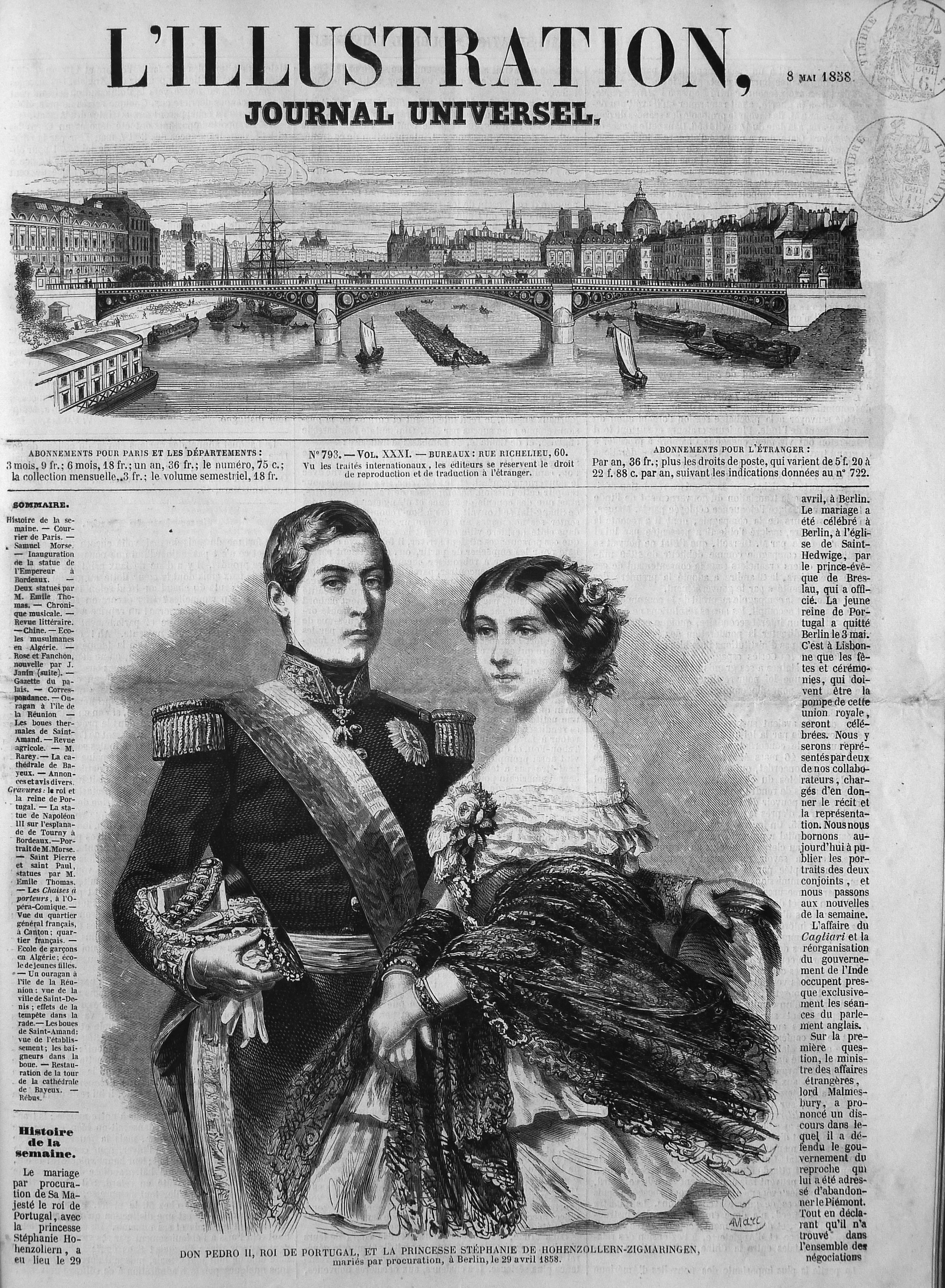
ポルトガル王ペドロ5世と皇后 (画)オーギュスト・アナスタジ(1858)
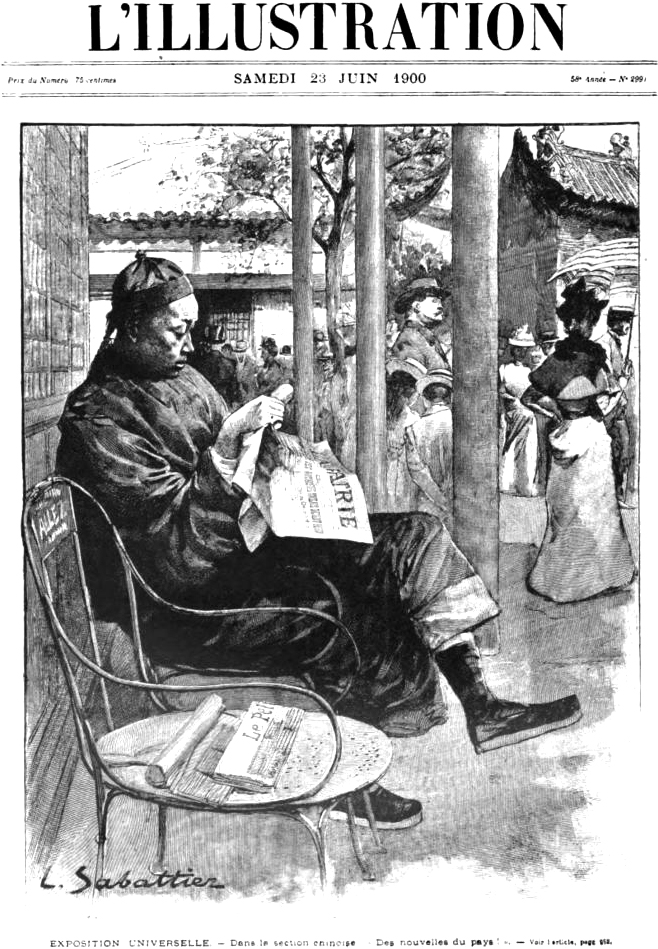
パリ万国博覧会の中国人 (画)ルイ・レミー・サバティエ(1900)
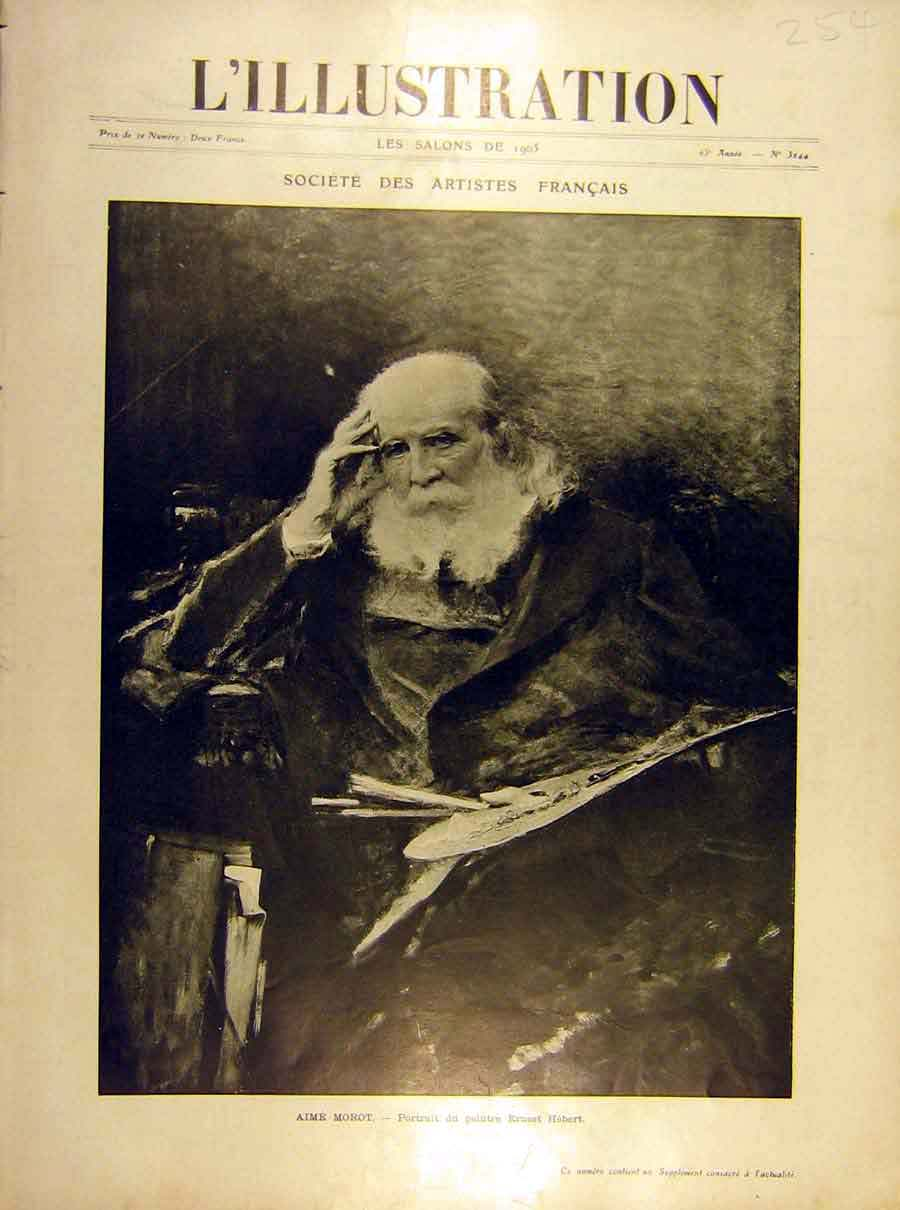
エルネスト・エベール (画)エメ・モロー

## 所属イラストレーター(一部)
- J・J・グランヴィル (1803-1847)
- ポール・ガヴァルニ (1804-1866)
- カール・ボドマー (1809-1893)
- カール・ジラルデ (1813-1871)
- デュラン＝ブラジェ(1814-1879)
- アンジュ＝ルイ・ジャネ (1815-1872)
- アメデ・ド・ノエ (1818-1879)
- オーギュスト・アナスタジ (1820-1889)
- ベルタル(1820-1882)
- ジュール・ロラン (1825-1901)
- ジュール・フェラ (1829-1906)
- ドラネール (1833-1926)
- ミハウ・エルヴィロ・アンドゥリオッリ (1836-1893)
- ウジェーヌ・グラッセ (1845-1917)
- ポール・ルヌアール (1845-1924)
- ヴィクトール・ジルベール (1847-1933)
- ピエール＝ジョルジュ・ジャンニオ (1848-1934)
- ギュスターヴ・フレポン (1849-1923)
- ウジェーヌ・ビュルナン (1850-1921)
- パスカル・ダニャン＝ブーベレ (1852-1929)
- ジャン＝ルイ・フォラン (1852-1931)
- アンリ・ジェルベクス (1852-1929)
- アレクサンドル・ジャン＝バティスト・ブルン (1853-1941)
- ジュール・ジラルデ (1856-1938)
- カラン・ダッシュ (1858-1909)
- アルフォンス・ミュシャ (1860-1939)
- シャルル・レアンドル (1862-1934)
- ルイ・マルテスト (1862-1928)
- アンリ・ジェルボー (1863-1930)
- ルイ・レミー・サバティエ (1863-1935)
- ダドリー・ハーディ (1867-1922)
- マロ＝ルノー (1870-1938)
- フランティセック・クプカ (1871-1957)
- アルベール・ギョーム (1873-1942)
- ジョルジュ・スコット (1873-1943)
- ルシアン・ジョナス (1880-1947)
- ピエール・アンリ・カミ(1884-1958)

## 関連紙誌
※発刊順に列記
- イラストレイテド・ロンドン・ニュース
- イリュストラシオン
- イルストリールテ・ツァイトゥング
- ラ・イルスタシオン
- ル・モンド・イリュストレ
- ユニヴェール・イリュストレ
- ル・トゥール・デュ・モンド
- イリュストラシオン・ユーロピエンヌ
- パリ・イリュストレ
- ラヴィ・イリュストレ